# Aladdin (bande originale)
 (décembre 2022).
Si vous disposez d'ouvrages ou d'articles de référence ou si vous connaissez des sites web de qualité traitant du thème abordé ici, merci de compléter l'article en donnant les références utiles à sa vérifiabilité et en les liant à la section « Notes et références ».
La sortie du film Aladdin (1992) a été accompagnée de la sortie d'une bande originale issue du film. Plusieurs rééditions ont vu le jour dont une en 1994, une remasterisation en 2001 et une édition spéciale pour la sortie du DVD en 2004 comportant deux nouvelles chansons.
L'album a gagné l'Oscar et le Golden Globe de la meilleure bande son et a été nommé pour le BAFTA. 

## Liste des titres

### Version originale
La musique a été composée par Alan Menken mais l'auteur des paroles change, il est indiqué entre parenthèses.
1. Arabian Nights (Howard Ashman[1]) - Bruce Adler
2. Legend of the Lamp (Score)
3. One Jump Ahead (Tim Rice) - Brad Kane
4. Street Urchins (Score)
5. One Jump Ahead (Reprise) (Tim Rice) - Brad Kane
6. Friend Like Me (Howard Ashman) - Robin Williams
7. To Be Free (Score)
8. Prince Ali (Howard Ashman) - Robin Williams
9. A Whole New World (Tim Rice) - Brad Kane & Lea Salonga
10. Jafar's Hour (Score)
11. Prince Ali (Reprise) (Tim Rice) - Jonathan Freeman
12. Ends of the Earth (Score)
13. The Kiss (Score)
14. On a Dark Night (Score)
15. Jasmine Runs Away (Score)
16. Market Place (Score)
17. Cave of Wonders (Score)
18. Aladdin's World (Score)
19. The Battle (Score)
20. Happy End in Agrabah (Score)
21. A Whole New World (Aladdin's Theme) (Tim Rice)  - Peabo Bryson & Regina Belle

### Édition (2004)
1. Proud Of Your Boy (Demo)
2. High Adventure (Demo)

### Version française
1. Nuits d'Arabie (interprétée par Bernard Alane)
2. La Légende de la lampe
3. Je vole
4. Le Vaurien
5. Je vole (Reprise)
6. Je suis ton meilleur ami
7. Être libre
8. Prince Ali
9. Ce rêve bleu
10. L'Heure de Jafar
11. Prince Ali (Reprise)
12. Le Bout du monde
13. Le Baiser
14. Par une sombre nuit
15. Jasmine s'enfuit
16. Place du marché
17. La Grotte Aux merveilles
18. La Promesse d'Aladdin
19. Le Combat
20. Heureux dénouement à Agrabah
21. Ce reve bleu (Le Thème d'Aladdin)

### Version québécoise
1. Les Nuits d’Arabie
2. La Légende de la lampe
3. Pour une bouchée d’pain
4. Gamins des rues
5. Pour une bouchée d’pain - reprise
6. Un ami comme moi
7. Être libre
8. Prince Ali
9. Un nouveau monde
10. L’Heure de Jafar
11. Prince Ali - reprise
12. Les Extrémités de la Terre
13. Le Baiser
14. Par une sombre nuit
15. La Fugue de Jasmine
16. Le Marché
17. La Caverne des merveilles
18. La Parole d’Aladdin
19. La Bataille
20. Tout finit bien à Agrabah
21. A Whole New World (Thème d’Aladdin)

## Chansons

### Ce rêve bleu / Un nouveau monde
Ce rêve bleu (en France) ou Un nouveau monde (au Québec) (A Whole New World dans la version originale)

### Je vole / Pour une bouchée d'pain
Je vole (VF) ou Pour une bouchée d'pain (VQ) (One Jump Ahead en version originale) - est une chanson du long-métrage d'animation des studios Disney, Aladdin (1992). 
Elle est interprétée par Brad Kane en version originale, Paolo Domingo en version française et Joël Legendre en version québécoise.
- Titre original: One Jump Ahead
- Titre français : Je vole
- Titre québécois : Pour une bouchée d'pain
- Musique: Alan Menken
- Paroles: Tim Rice
- Adaptations : Philippe Leduc (Bellevue Pathé Québec inc., VQ), Philippe Videcoq et Luc Aulivier (Dubbing Brothers, VF)
- Interprètes: Brad Kane (VO), Paolo Domingo (VF), Joël Legendre (VQ),

La chanson illustre la scène dans laquelle les gardes royales veulent arrêter Aladdin pour avoir volé un pain. Il s'agit également de la première apparition du héros dans le film. Aladdin y explique pourquoi il est un voleur malgré lui : « Faut manger pour vivre, voler pour manger ». 
Au départ, la chanson You Can Count on Me (Tu peux compter sur moi) devait servir à introduire le personnage mais elle fut finalement retirée au montage, les producteurs la jugeant trop sombre. Une autre chanson coupée Babkak, Omar, Aladdin, Kassim, également coupée (même si on peut toujours apercevoir brièvement Kassim au début du film) servit de base à You Can Count on Me. Tim Rice et Alan Menken ont également composé une version « ballade », utilisée en reprise et en thème instrumental pour le personnage d'Aladdin.

### Je suis ton meilleur ami / Un ami comme moi
Je suis ton meilleur ami (VF) ou  Un ami comme moi (VQ)
(Friend Like Me en version originale), est chronologiquement la quatrième chanson durant le film et la sixième sur la bande originale. Elle est interprétée par Robin Williams en version originale, Richard Darbois en version française et Vincent Potel en version québécoise. La chanson a été nommée pour l'Oscar de la meilleure chanson originale.
La chanson débute lorsque le Génie veut démontrer ses pouvoirs à Aladdin et lui prouver qu'il n’aura jamais un ami comme lui. L'action se déroule au moment où Aladdin est pris au piège dans la caverne des merveilles. Il est possible d'entendre une version reprise instrumentale pendant le générique de fin.
- Titre original: Friend Like Me
- Titre français : Je suis ton meilleur ami
- Titre québécois : Un ami comme moi
- Musique: Alan Menken
- Paroles: Howard Ashman
- Adaptations francophones : [réf. à confirmer] Philippe Videcoq et Luc Aulivier (Dubbing Brothers, VF), Philippe Leduc (Bellevue Pathé Québec inc., VQ)
- Coordination de la chanson en français : Josée Lalonde (La 25e piste, VQ)
- Interprètes: Robin Williams (VO), Richard Darbois (VF), Vincent Potel (VQ).
- Interprétée par le personnage: Génie

#### Autour de la chanson
- En version originale, la voix du Génie est doublée par Robin Williams que ce soit pour le chant ou le dialogue, il est donc le seul personnage du film à ne pas faire appel à un chanteur professionnel.

- La scène de la chanson a été la première dans le film à avoir son animation terminée, c'est pourquoi les personnages y présentent quelques différences par rapport à leurs apparences définitives.

- L'Oscar de la meilleure chanson originale fut finalement remporté par A Whole New World du même film (Ce rêve bleu / Un nouveau monde). Friend Like Me a été la dernière chanson écrite par Howard Ashman à être nommée

- À la suite du décès d'Howard Ashman, les producteurs firent appel à Tim Rice pour terminer l'écriture des chansons d'Aladdin.